# Love Me Licia/Il mago di Oz
Love Me Licia/Il mago di Oz è il venticinquesimo singolo della cantante italiana Cristina D'Avena, pubblicato nel 1986 e distribuito da C.G.D. Messaggerie Musicali S.p.A.

## I brani
Love Me Licia è un brano musicale inciso da Cristina D'Avena, scritto da Alessandra Valeri Manera su musica e arrangiamento di Giordano Bruno Martelli e sigla della serie televisiva omonima. Negli album Love Me Licia e i Bee Hive e Licia e i Bee Hive Story è stata pubblicata anche la versione strumentale della canzone. 
Il mago di Oz è scritto ancora da Alessandra Valeri Manera, sotto lo pseudonimo Alinvest, su musica e arrangiamento di Carmelo Carucci, come sigla dell'anime omonimo. 
Il singolo raggiunse la 10ª posizione nella classifica settimanale dei 45 giri più venduti e risulta al 65º posto di quella annuale del 1986.

## Tracce
- LP: FM 13141

Lato A
Testi di Alessandra Valeri Manera, musiche di Giordano Bruno Martelli; edizioni musicali Canale 5 Music.
1. Cristina D'Avena – Love Me Licia – 2:50

Lato B
Testi di Alessandra Valeri Manera, musiche di Carmelo Carucci; edizioni musicali Canale 5 Music.
1. Cristina D'Avena – Il mago di Oz – 3:10

## Produzione
- Alessandra Valeri Manera – Produzione artistica e discografica
- Direzione Creativa e Coordinamento Immagine Mediaset – Grafica

## Produzione e formazione dei brani

### Love Me Licia
- Giordano Bruno Martelli – produzione e arrangiamento
- Tonino Paolillo – Registrazione e mixaggio al Mondial Sound Studio, Milano
- Orchestra di Giordano Bruno Martelli – esecuzione brano
- I Piccoli Cantori di Milano – cori
- Niny Comolli – direzione cori
- Laura Marcora – direzione cori

### Il mago di Oz
- Carmelo Carucci – arrangiamento, tastiere
- Piero Cairo – sintetizzatore
- Giorgio Cocilovo – chitarre
- Paolo Donnarumma – basso
- Flaviano Cuffari – batteria
- I Piccoli Cantori di Milano – cori
- Niny Comolli – direzione cori
- Laura Marcora – direzione cori

## Pubblicazioni all'interno di album e raccolte
Love Me Licia e Il mago di Oz sono state pubblicate in diversi album e raccolte della cantante:
| Anno | Album                                   | Titolo        | Versione             |
| ---- | --------------------------------------- | ------------- | -------------------- |
| 1986 | Fivelandia 4                            | Love Me Licia | Versione originale   |
| 1986 | Fivelandia 4                            | Il mago di Oz | Versione originale   |
| 1986 | Love Me Licia e i Bee Hive              | Love Me Licia | Versione originale   |
| 1986 | Love Me Licia e i Bee Hive              | Love Me Licia | Versione strumentale |
| 1987 | Cristina D'Avena con i tuoi amici in TV | Love Me Licia | Versione originale   |
| 1987 | Fivelandia Collection                   | Il mago di Oz | Versione originale   |
| 1990 | Cristina D'Avena e i tuoi amici in TV 4 | Il mago di Oz | Versione originale   |
| 1997 | L'amore è magia                         | Love Me Licia | Versione originale   |
| 2006 | Fivelandia 3 & 4                        | Love Me Licia | Versione originale   |
| 2006 | Fivelandia 3 & 4                        | Il mago di Oz | Versione originale   |
| 2006 | Fivelandia 4                            | Love Me Licia | Versione originale   |
| 2006 | Fivelandia 4                            | Il mago di Oz | Versione originale   |
| 2006 | Cartoonlandia Boys&Girls Story          | Love Me Licia | Versione originale   |
| 2010 | Licia e i Bee Hive Story                | Love Me Licia | Versione originale   |
| 2010 | Licia e i Bee Hive Story                | Love Me Licia | Versione strumentale |
| 2011 | Cartoonlandia Story '80-'90             | Love Me Licia | Versione originale   |
| 2012 | Bim Bum Bam Compilation                 | Love Me Licia | Versione originale   |
| 2012 | 30 e poi... - Parte prima               | Il mago di Oz | Versione originale   |
| 2013 | Cartoon in Love                         | Love Me Licia | Versione originale   |
| 2017 | Il mondo delle favole                   | Il mago di Oz | Versione originale   |
| 2018 | Fivelandia Reloaded - Volume 4          | Love Me Licia | Versione originale   |
| 2018 | Fivelandia Reloaded - Volume 4          | Il mago di Oz | Versione originale   |